# آرت باركنسون
آرت باركنسون (بالإنجليزية: Art Parkinson)‏ (19 أكتوبر 2001) ممثل أيرلندي ولد في مقاطعة دونيجال، أيرلندا وبدأ مسيرته المهنة عام 2008.

## الحياة الشخصية والعمل
مثل آرت في مسلسل صراع العروش منذ 2011، ومثل في فيلم سان أندرياس. نشأ باركنسون في موفيل، وهي بلدة ساحلية في شبه جزيرة إنيشوين في شمال مقاطعة دونيجال في أيرلندا. تدير والدته، موفانيا، وهي أيضًا ممثلة، مدرسة دراما محلية التحق بها آرت وشقيقيه الأكبر، بيرس وبادريج، منذ صغرهم. مثل شقيقيه الأكبر سناً أيضًا في العديد من الإنتاجات التلفزيونية الأيرلندية والبريطانية. وهو ثنائي اللغة. لعب باركنسون دور البطولة في فيلم هوليوود سان أندرياس (2015) في دور أولي، وهو صبي يبلغ من العمر عشر سنوات علق في زلزال هائل في كاليفورنيا.